# Коксакі (Нью-Йорк)
Коксакі (англ. Coxsackie) — місто (англ. town) на сході США, в окрузі Грін штату Нью-Йорк. Населення — 8382 особи (2020).

## Назва
Назва походить від давньої індіанської назви цієї місцевості та перекладається як «крик сови».

## Історія
Перші поселенці на території сучасного міста з'явились приблизно у 1652 році. Тоді ці землі належали до колонії Нові Нідерланди. У 1663 році тут поселився Пітер Бронкс, який походив з родини, на честь якої названо Бронкс, округ у Нью-Йорку. Досі зберігся його будинок, у якому облаштовано музей.
У 1772 році тут сформовано округ, а у 1788 році поселення отримало статус міста. У 1900 році в місті мешкало 2994 осіб.

## Демографія
Згідно з переписом 2010 року, у місті мешкало 8918 осіб у 2567 домогосподарствах у складі 1638 родин. Було 2997 помешкань
Расовий склад населення:
| - 75,6 % — білих - 20,0 % — чорних або афроамериканців - 0,8 % — азіатів - 0,4 % — корінних американців - 2,2 % — осіб інших рас |

До двох чи більше рас належало 0,9 %. Частка іспаномовних становила 8,5 % від усіх жителів.
За віковим діапазоном населення розподілялося таким чином: 16,6 % — особи молодші 18 років, 72,0 % — особи у віці 18—64 років, 11,4 % — особи у віці 65 років та старші. Медіана віку мешканця становила 35,2 року. На 100 осіб жіночої статі у місті припадало 184,3 чоловіків; на 100 жінок у віці від 18 років та старших — 202,1 чоловіків також старших 18 років.
Середній дохід на одне домашнє господарство становив 83 279 доларів США (медіана — 68 218), а середній дохід на одну сім'ю — 103 912 долари (медіана — 84 896). Медіана доходів становила 60 618 доларів для чоловіків та 45 542 долари для жінок. За межею бідності перебувало 7,7 % осіб, у тому числі 14,8 % дітей у віці до 18 років та 6,0 % осіб у віці 65 років та старших.
Цивільне працевлаштоване населення становило 2746 осіб. Основні галузі зайнятості: освіта, охорона здоров'я та соціальна допомога — 27,0 %, публічна адміністрація — 13,1 %, роздрібна торгівля — 11,7 %.

## Цікаві факти
- У 1948 році з кишки дітей з поліомієлітоподібними ураженнями, які лікувались у клініці міста, виділили новий вид вірусу, який назвали вірусом Коксакі.